# Мельникова Ганна Романівна
Га́нна Рома́нівна Ме́льникова — дружина колишнього керівника УРСР, першого секретаря Комуністичної партії України Леоніда Георгійовича Мельникова.

## Життєпис
У 1933 році познайомилася в місті Сталіно зі студентом Сталінського гірничого інституту Леонідом Мельником, з яким у 1934 році одружилася. 
Влітку 1958 року після смерчу, який пронісся Брянською областю, до Мельникової звернулися жителі з проханням сприяти звільненню від хлібопостачання й надати допомогу постраждалим Суразького і Мглинського районів. За сприяння її чоловіка прохання було задоволено..

## Сім'я
- Син — Мельников Анатолій Леонідович (1935) — журналіст, письменник.